# جولیا شانل
ژولیا شانل (فرانسوی: Julia Channel‎؛ زادهٔ ۳ نوامبر ۱۹۷۳) یک هنرپیشه، بازیگر فیلم پورنوگرافی و خواننده اهل فرانسه است.